# Krähenberg

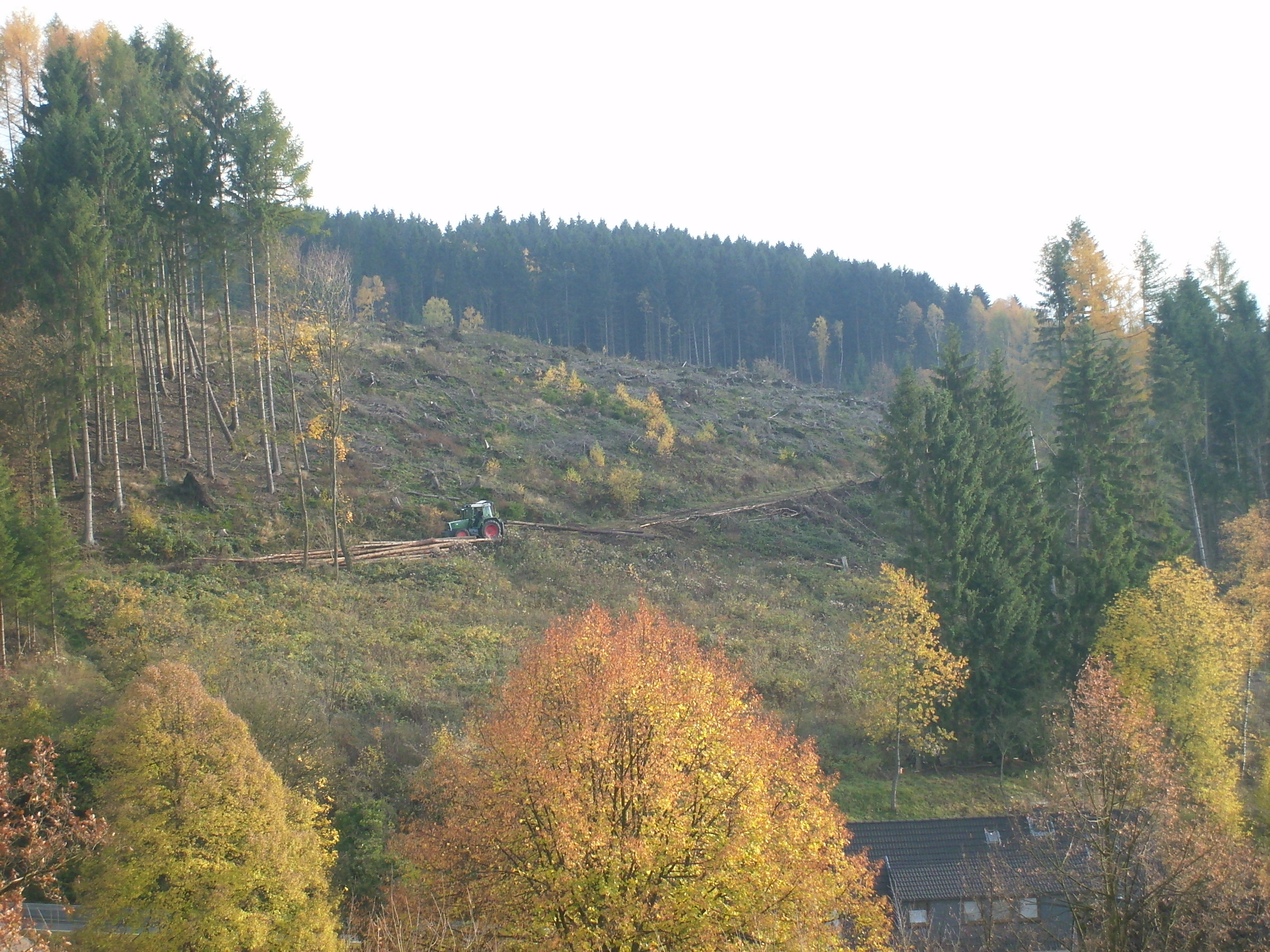
Landschaftsbild innerhalb der Ortsgemarkung

Krähenberg ist eine Ortsgemeinde im Landkreis Südwestpfalz in Rheinland-Pfalz. Sie gehört der Verbandsgemeinde Thaleischweiler-Wallhalben an.
1869 ging auf der Feldgemarkung der Krähenberger Meteorit nieder, wodurch die Gemeinde überregionale Bekanntheit erlangte.

## Geographie
Krähenberg liegt auf der Sickinger Höhe im Südwesten der Pfalz und im Nordwesten des Landkreises Südwestpfalz und grenzt im Norden an den Landkreis Kaiserslautern. Nachbargemeinden sind – im Uhrzeigersinn – Wiesbach, Martinshöhe, Knopp-Labach, Biedershausen, Winterbach, Kleinbundenbach und Käshofen. Durch den Süden der Gemeindegemarkung fließt außerdem der Ohmbach.

## Geschichte
| Politische Zugehörigkeit Krähenbergs seit 1648 |                              |               |
| Staat                                          | Verwaltungseinheit           | Zugehörigkeit |
| Heiliges Römisches Reich                       | Pfalz-Zweibrücken            | 1648–1797     |
| Première République française                  | Département du Mont-Tonnerre | 1797–1804     |
| Premier Empire                                 | Département du Mont-Tonnerre | 1804–1816     |
| Königreich Bayern                              | Pfalz (Bayern)               | 1816–1837     |
| Königreich Bayern                              | Pfalz                        | 1837–1871     |
| Deutsches Reich                                | Pfalz zu Königreich Bayern   | 1871–1918     |
| Deutsches Reich                                | Pfalz zu Freistaat Bayern    | 1918–1933     |
| Deutsches Reich                                | Pfalz zu Bayern              | 1933–1945     |
| Deutschland                                    |                              |               |
| Französische Besatzungszone                    | 1945–1946                    |               |
| Rheinland-Pfalz                                | 1946–1949                    |               |
| Bundesrepublik Deutschland                     | Rheinland-Pfalz              | seit 1949     |

### Ortsgründung und Folgezeit
Die Ursprünge des Ortes liegen in einer Aussiedlung Wiesbacher Bauern auf die ertragreichere Höhe etwa um die Mitte des 16. Jahrhunderts.
Den ersten Hinweis liefert ein Weistum des Wiesbacher Schöffengerichts vom 23. Dezember 1560, in dem Lage und Grenzen der Bundenbacher Frühmessgüter auf Wiesbacher Gemarkung festgestellt wurden. Zu den namentlich genannten sieben Schöffen und Kirchengeschworenen gehörten zwei, die „auf dem berg“ wohnten. Wenig später, im Jahr 1564, zeichnete Tilemann Stella im Kartenwerk zu seiner Beschreibung der Ämter Kirkel und Zweibrücken in unmittelbarer Nachbarschaft zu Wiesbach die Siedlung „Neuwen Wiesbach“ ein. Über deren Lage kann man nur Mutmaßungen anstellen. Die älteste bekannte Nennung des Namens Krähenborn, wie der Hof zunächst hieß, findet sich um 1570 im sogenannten Landstuhler Weistum.
Zusammen mit dem Mutterort Wiesbach und der auf dessen Gemarkung gelegenen zweiten Hofsiedlung Felsbach wurde Krähenborn im Herbst 1589 gegen die Pirminsleute – das heißt Leibeigenen des aufgelösten Klosters Hornbach – im Queidersbacher Hof und den zweibrückischen Anteil von Mittelbrunn von Sickingen an Pfalz-Zweibrücken getauscht.

### 17. und 18. Jahrhundert
Nach 1635 fiel Krähenborn wüst, als die Bewohner vor dem Terror des Dreißigjährigen Krieges geflohen waren. Nachdem Versuche einer Wiederbelebung während der Reunionen in den frühen 80er Jahren des 17. Jahrhunderts zunächst ohne Ergebnis geblieben waren, erfolgte die Neubesiedlung zu Beginn des 18. Jahrhunderts unter deutlich konfessionellen Vorzeichen. Seit etwa 1680 hatten sich in Wiesbach verstärkt Immigranten aus dem romanischen Sprachraum angesiedelt, allesamt katholischer Konfession. Vor allem die wohlhabenden reformierten Bauern wichen daraufhin auf die Höhe aus, wo sie an die Tradition des früheren Hofs Krähenborn – nunmehr Krähenberg genannt – anknüpften. Separationstendenzen dieser Art mit dem Ziel der rechtlichen Loslösung von der Muttergemeinde verstärkten sich im Verlauf des 18. Jahrhunderts, zeitigten allerdings bis zum Ende des Ancien Régime keinen Erfolg.
Im Wiesbacher Lagerbuch von 1716/18, das auf den Neuvermessungen der Gemarkung durch Jonas Erikson Sundahl beruht, wird die Lage einer „Krähenborn“ genannten Quelle etwa zwischen Dellacker und Heidenklamm angegeben. Falls sich in dieser Gegend auch die ursprüngliche Siedlung befunden haben sollte, wäre ihre Position etwas unterhalb des heutigen Dorfes in Richtung Etzenbacher Mühle anzunehmen.

### Seit dem 19. Jahrhundert
Von 1797 bis 1814, als die Pfalz Teil der Französischen Republik (bis 1804) und anschließend Teil des Napoleonischen Kaiserreichs war, war Krähenberg in den Kanton Homburg eingegliedert und unterstand der Mairie Käshofen. Nach der politischen Neuordnung durch den Wiener Kongress wurde die Gemeinde 1816 wie die gesamte Pfalz in das Königreich Bayern eingegliedert. Von 1818 bis 1862 gehörte die Gemeinde- dem Landkommissariat Homburg an; aus diesem ging das Bezirksamt Homburg hervor.
Am 5. Mai 1869 wurde der Name Krähenberg weithin bekannt, nachdem hier der Krähenberger Meteorit niedergegangen war. Das Einschlaggetöse wurde bis in die Rheinebene wahrgenommen. Der Meteorit befindet sich heute im Historischen Museum der Pfalz in Speyer; originalgetreue Replikate sind im Pfalzmuseum für Naturkunde in Bad Dürkheim und im Urweltmuseum Geoskop auf Burg Lichtenberg ausgestellt.
Da ein Teil des Bezirksamts – einschließlich Homburg selbst – 1920 dem neu geschaffenen Saargebiet zugeschlagen wurde, wechselte der Ort ins Bezirksamt Zweibrücken. Ab 1939 war der Ort Bestandteil des Landkreises Zweibrücken. Nach dem Zweiten Weltkrieg wurde Krähenberg innerhalb der französischen Besatzungszone Teil des damals neu gebildeten Landes Rheinland-Pfalz. Im Zuge der ersten rheinland-pfälzischen Verwaltungsreform wechselte es 1972 in den Landkreis Pirmasens (ab 1997 Landkreis Südwestpfalz) und wurde im selben Jahr, wofür die Gemeindeleitung vehement und erfolgreich  gekämpft hatte, der neugeschaffenen Verbandsgemeinde Wallhalben zugeordnet, wohingegen der Mutterort Wiesbach zur Verbandsgemeinde Zweibrücken-Land kam.
Am 18. März 1985 stürzte am Ortsrand von Krähenberg ein Flugzeug der Bundeswehr ab; während letzteres zerstört wurde, überlebte die Besatzung per Schleudersitz. Seit 2014 gehört Krähenberg zur Verbandsgemeinde Thaleischweiler-Wallhalben, die durch Zusammenlegung der Verbandsgemeinden Thaleischweiler-Fröschen und Wallhalben entstand.

## Bevölkerung

### Einwohnerentwicklung
Krähenberg ist, gemessen an der Einwohnerzahl, die kleinste Ortsgemeinde der Verbandsgemeinde Thaleischweiler-Wallhalben und die drittkleinste innerhalb des Landkreises.
Die Entwicklung der Einwohnerzahl von Krähenberg, die Werte von 1871 bis 1987 beruhen auf Volkszählungen:
| Jahr | Einwohner |
| ---- | --------- |
| 1815 | 224       |
| 1835 | 305       |
| 1871 | 309       |
| 1905 | 270       |
| 1939 | 208       |
| 1950 | 263       |

| Jahr | Einwohner |
| ---- | --------- |
| 1961 | 213       |
| 1970 | 202       |
| 1987 | 196       |
| 1997 | 183       |
| 2005 | 163       |
| 2023 | 165       |

### Religion
Die Katholiken gehören zum Bistum Speyer, die Evangelischen zur Protestantischen Landeskirche Pfalz. Ende 2014 waren 63,5 Prozent der Einwohner evangelisch und 22,3 Prozent katholisch. Die übrigen gehörten einer anderen Religion an oder waren konfessionslos.

## Politik

### Gemeinderat
Der Gemeinderat in Krähenberg besteht aus sechs Ratsmitgliedern, die bei der Kommunalwahl am 9. Juni 2024 in einer Mehrheitswahl gewählt wurden, und dem ehrenamtlichen Ortsbürgermeister als Vorsitzendem.

### Bürgermeister
Walter Arzt wurde am 27. Oktober 2022 Ortsbürgermeister von Krähenberg. Da für eine am 6. November 2022 angesetzte Direktwahl kein Wahlvorschlag eingereicht wurde, erfolgte die Wahl durch den Gemeinderat, der sich einstimmig für den bisherigen Ersten Beigeordneten entschied. Bei der Direktwahl am 9. Juni 2024 wurde er als einziger Bewerber mit einem Stimmenanteil von 88,3 % für fünf Jahre wiedergewählt.
Der Vorgänger von Walter Arzt, Thomas Martin, hatte das Amt 1999 übernommen. Zuletzt bei der Direktwahl am 26. Mai 2019 war er mit einem Stimmenanteil von 65,09 % für weitere fünf Jahre in seinem Amt bestätigt worden. Mitte 2022 gab er jedoch bekannt, sein Amt aus gesundheitlichen Gründen zum 31. Juli 2022 vorzeitig niederzulegen, wodurch die Neuwahl erforderlich wurde.

### Wappen
| Wappen von Krähenberg | Blasonierung: „Von Schwarz und Blau geviert, oben rechts ein linksgewendeter rotbewehrter und -bezungter goldener Löwe, oben links ein fallender goldener Komet, unten rechts eine schräggestellte goldene Ähre und unten links fünf silberne Bollen 2:1:2.“ |
| Wappen von Krähenberg | Wappenbegründung: Die beiden historisch-politischen Symbole finden sich auch im Wappen der Muttergemeinde Wiesbach: Die silbernen Bollen deuten die Zugehörigkeit Wiesbachs zur sickingischen Herrschaft Landstuhl seit dem späten Mittelalter an, der goldene Pfälzer Löwe steht für das Fürstentum Pfalz-Zweibrücken, dem Wiesbach mit den beiden Höfen Felsbach und Krähenborn im Herbst 1589 eingegliedert wurde. Die goldene Ähre erinnert an die große Bedeutung, welche die Landwirtschaft als ökonomische Basis Krähenbergs bis in die jüngste Vergangenheit besaß, während der fallende Komet auf das Ereignis verweist, wodurch das Dorf überregionale Bekanntheit erlangte, den Niedergang eines Meteors im Frühjahr 1869. Es wurde 1979 von der Bezirksregierung in Neustadt genehmigt. Bei der Schaffung des Wappens kam es offensichtlich zu einer Verwechslung zwischen Meteorit und Komet, indem die Leuchtspur des Meteoriten als Kometenschweif dargestellt wurde. |

## Sehenswürdigkeiten und Kultur

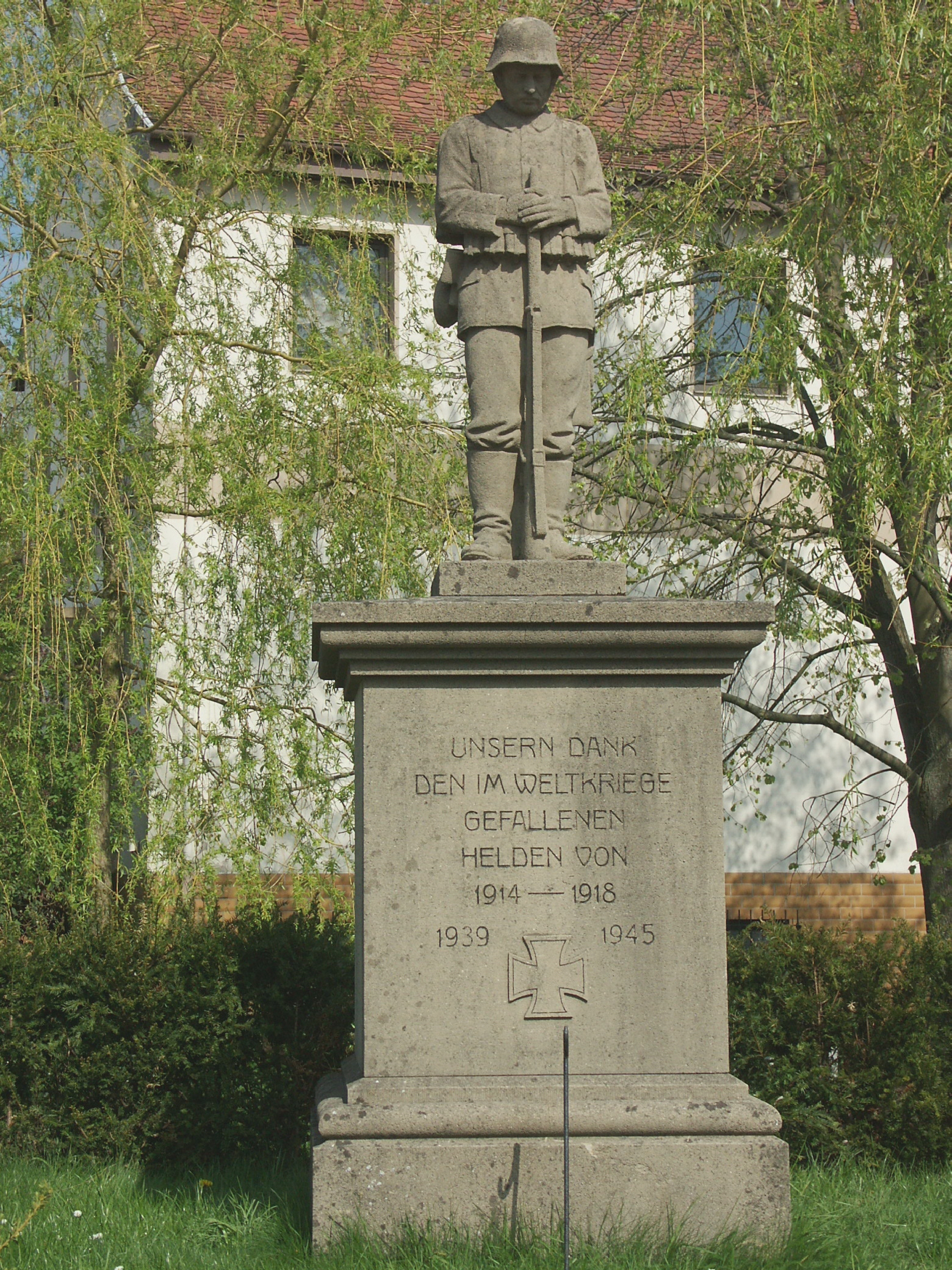
Ehrenmal

Krähenberg hat mehrere Hofanlagen aus der Gründerzeit und ein Kriegerdenkmal zur Erinnerung an die Gefallenen der beiden Weltkriege; letzteres ist zugleich das einzige Kulturdenkmal vor Ort.
Am Einschlagsort des Meteoriten, wo ein Gedenkstein mit Informationstafel an das Ereignis von 1869 erinnert, führt seit 2009 der 30 km lange Meteoritenweg vorbei.

## Wirtschaft und Infrastruktur
Die Krähenberger Bauern waren früher, als noch die meisten Haushalte Kartoffeln einlagerten, innerhalb der gesamten Westpfalz für ihre Qualitätsprodukte bekannt. Sie fuhren mit ihren beladenen Schlepper-Anhängern von Haus zu Haus. In den Jahren 2001 und 2003 wurde vor Ort außerdem der Windpark Krähenberg in Betrieb genommen, der von ABO Wind betrieben wird.
Durch den Ort führt die Landesstraße 467. Die A 6 verläuft etwa 10 km nördlich, in gleicher Entfernung im Osten die A 62.

## Persönlichkeiten
- Helmut Adamzyk (1926–1996), Politiker (CDU, SPD), war von 1956 bis 1963 Schulleiter in Krähenberg.